# 嚴重急性呼吸系統綜合症疫情
嚴重急性呼吸系統綜合症疫情，是一次由嚴重急性呼吸系統綜合症冠狀病毒（SARS-CoV）所引發的流行病疫情。在2002年11月至2003年9月间散布于29个国家和地区的疫情。疫情的原发疫源地为中华人民共和国廣東省顺德市。疫情造成全球超过8,000人感染，导致包括医务人员在内的774例病人死亡。此次疫情初期，相关消息被地方政府掩蓋，而有關訊息就透過参与SARS治疗的医师，網際網路及SMS在中國社會傳播，最终被世界卫生组织在视察时知晓，後世界卫生组织及国际压力迫使中华人民共和国方面承認了疫情的嚴重性，並允諾與世界衛生組織充分合作。在疫情擴散期间发生了一系列事件：引起社会恐慌，包括医务人员在内的多名患者死亡，引起联合国、世界卫生组织及媒体的關注。

## 稱呼
「SARS」一詞在亞洲各地有不同習慣稱呼。中国大陆慣稱「非典型肺炎」，並簡稱「非典」，但兩者並非同義詞，SARS只是的一種。香港習慣把「SARS」依香港粵語譯為「沙士」，或直接用英文「SARS」。台灣亦慣用英語SARS。馬來西亞華文媒體稱為SARS。新加坡媒體一度使用“薩斯”，4月17日，新加坡中文傳媒统一译名委员会統稱為“沙斯”。

## 疫情時序
| 省级行政区                     | 病例  | 医疗人员病例 | 死亡 | 完全康复 |
| ------------------------------ | ----- | ------------ | ---- | -------- |
| 北京市                         | 2,434 | 394          | 147  | 320      |
| 广东省                         | 1,514 | 346          | 56   | 1,363    |
| 山西省                         | 445   | 78           | 20   | 218      |
| 内蒙古自治區                   | 289   | 42           | 25   | 41       |
| 河北省                         | 210   | 22           | 10   | 57       |
| 天津市                         | 176   | 67           | 12   | 10       |
| 吉林省                         | 35    | 7            | 3    | 7        |
| 广西壯族自治區                 | 22    | 0            | 3    | 13       |
| 四川省                         | 17    | 0            | 2    | 7        |
| 河南省                         | 15    | 1            | 0    | 2        |
| 陕西省                         | 12    | 1            | 0    | 5        |
| 安徽省                         | 19    | 1            | 0    | 6        |
| 甘肃省                         | 8     | 0            | 1    | 0        |
| 上海市                         | 7     | 0            | 2    | 2        |
| 江苏省                         | 7     | 0            | 1    | 0        |
| 宁夏回族自治區                 | 6     | 0            | 1    | 2        |
| 湖北省                         | 6     | 1            | 0    | 0        |
| 湖南省                         | 6     | 0            | 1    | 5        |
| 辽宁省                         | 3     | 0            | 0    | 0        |
| 浙江省                         | 4     | 0            | 0    | 0        |
| 重庆市                         | 3     | 0            | 0    | 0        |
| 福建省                         | 3     | 0            | 0    | 2        |
| 江西省                         | 1     | 0            | 0    | 0        |
| 山东省                         | 1     | 0            | 0    | 0        |
| 总共                           | 4,698 | 917          | 284  | 2,072    |
| 数据来源：中华人民共和国卫生部 |       |              |      |          |

### 爆發初期和隱瞞
该病最早于2002年11月15日在中國廣東省顺德市爆發，目前已知身份被確認且為世人所知的首例感染者是在佛山市于2002年11月16日發病的庞佐尧，在當時被诊断为普通肺炎。而第一例被診斷出非典型肺炎的患者是在河源市于2002年12月15日確診的廚師黄杏初。廣州市人民政府和廣東省人民政府一直沒有發佈相關訊息，亦沒有向香港方面通報情況。當時政府除了禁止媒體報導有關病情，還切斷香港電視臺的新聞片段，要求媒體不要過度渲染該地區的疫情，以免引起民眾恐慌。
2002年12月底，關於這種「非典型肺炎」的疫情開始在互聯網流傳，由於當時不了解病情，相關的評論比較混亂。隨後中國政府在國內封殺關於疫情的討論，所有的論壇對「非典型肺炎」的消息一律消音，當時中國最大的官方論壇之一人民網有數位用戶因討論「非典型肺炎」疫情被管理員封禁賬號。
2003年1月2日，河源市将有关情况报告省卫生厅，不久后中山市同时出现几起医护人员受到感染的病例，广东省派出专家调查小组到中山市调查，并在1月23日向全省各卫生医疗单位下发调查报告，要求有关单位引起重视，认真抓好该病的预防控制工作。
1月10日，黄杏初康复出院，后被认定为中国首例非典型肺炎报告病例。
1月21日，中山市报告类似病例，广东省卫生厅马上组织专家对该市三家医院收治病例进行现场调查。当天下午，国家疾病控制中心专家到现场指导。专家组现场完成《中山市不明原因肺炎调查报告》，正式将这类病例命名为“非典型肺炎（不明原因）”。
1月23日广东省卫生厅以将《中山市不明原因肺炎调查报告》（粤卫办〔2003〕2号）印发各地级以上市卫生局、省直、部属驻穗及厅直属医疗卫生单位，要求各级医疗卫生机构掌握治疗原则和预防措施，对类似病人严加观察和诊治。
2月3日廣東省卫生厅向中共广东省委办公厅、广东省政府办公厅和国家卫生部报告《关于我省发生不明原因肺炎情况的报告》（粤卫〔2003〕23号），紧急报告近一个月来廣東省河源、中山、佛山和广州先后发生的非典型肺炎情况。同时下发《关于做好不明原因肺炎防治工作的通知》（粤卫办〔2003〕5号）。
2月6日非典型肺炎进入发病高峰，全省发现病例218例，当天增加45例，遠超过此前单日新增病例。
1月12日起，个别外地危重病人开始转送到广州地区部分大型医院治疗。截止到2月9日，广州市已经有一百多例病，其中有不少是医护人员，这时在广州市发现的该类病例中共有2例死亡。此时中国卫生部对广东发生的病例开始关注，派出由马晓伟副部长率领的专家组于2月9日下午飞抵广州协助查找病因，指导防治工作。
2月9日起，有关熏白醋、喝板蓝根能预防怪病的传言兴起，市面上已现抢购端倪。10日，抢购风达到高潮。平时一大包10元以下的板蓝根一下子飙升到三四十元，白醋价格也节节攀升，从10元至80元、100元。就在当日，有摄影记者竟拍到白醋1000元一瓶的照片。

### 疫情公开後
2月10日上午，廣東省政府新闻办首次发出新闻通稿，正式公布非典型肺炎。《羊城晚报》率先刊登这一通稿。“510办”正式成立。
中国大陸政府以疫情尚未充分展现為由，在2003年2月之前并没有每日向世界卫生组织通报广东地区的疫情。2月10日，中国政府将该病情况通知世界卫生组织，在最初提供的数据中只列出广东省的发病状况。一支访问北京的世界卫生组织调查队也未能进入广东进行调查。这时正值中国春节前后，由于春运的大量人口流动导致疫情的扩散。在江西等地也开始出现抢购醋和板蓝根的情况。公佈当天广东等地亦出现抢购。
2月11日，广东省主要媒体报道部分地区先后发生非典型肺炎病例的情况，报道称：截至2月10日下午3时统计，共发现305例，死亡5例。其中医务人员感染發病共105例，没有一例死亡。305例病人中，已有59人病愈出院，尚未出院的病人都得到有效治疗，情况稳定。死亡的人员中最小的是广州市一名10岁男童，最大的是佛山一名59岁的男性。
2月11日上午，广州市政府召开新闻發佈会公佈广州地区非典型肺炎情况，称所有病人的病情均在控制当中。强调对于广州千万人口300多人染病是个很小的比例，非典型肺炎只是局部发生，河源中山等市已无新发病例报告。还解释2月前前阶段没有公佈情况的原因是：河源中山等地的患者经过治疗大多已康复或好转没有再发病，非典型肺炎并不是法定报告传染病，而发病人数305例并不算多。负责人强调会按传染病法公佈疫情。
同日下午，广东省卫生厅举行情况通报会。中国工程院院士钟南山表示，市民到公众场所进行正常的活动是不会受到感染的，宣布广东大中小学将会如期开学。专家还指出，从临床角度看，可能是由病毒引起的，也有可能是病毒的亚型或变种引起的。对于患者的治疗都是采用“对症下药”的方法。
2月12日，中国疾病预防控制中心负责人在接受记者采访时预测，全国近期内不会发生大范围呼吸道传染病的流行，但局部地区可能会出现小范围呼吸道传染病的流行。　
因为政府认为疫情不严重，中国国家足球队和世界冠军巴西国家足球队的友谊赛正常进行，双方战成 0:0，现场球迷爆满，超过5万人。 2月14日，大陸媒体报道非典型肺炎疫情影响不大，广州旅游市场淡季不淡。原定2月18日在天河体育场的“2003罗大佑广州演唱会”也没有推迟，演出制作、排练等一切计划都没有变。
2003年2月14日中国疾病预防控制中心表示已经组织有关专家对从广东现场采回的标本鉴定。称截至当日当地已连续五天无新病例出现，广东省报告病例总数仍然是305例。

### 傳播擴散

酒店9樓房間沙士傳播情況

2003年2月21日，劉劍倫將病毒帶入香港。廣州中山大學附屬第二醫院（中山二院）的64歲退休教授劉劍倫，在2月11-13日於中山二院工作時接觸過數名非典型肺炎病人受到傳染，其後被發現出現肺炎病徵，例如他在2月17日於廣州照的X光片顯示肺部左下區域有霧化。但已染肺炎的劉劍倫並未有隔離就醫，他只是自行服用抗生素，更於2月21日攜同妻子到香港，入住京華酒店（九龍維景酒店）911號房一晚。因劉劍倫在港期間未有使用口罩等防禦措施，京華酒店的電梯等公眾地方受到嚴重污染，造成16位酒店住客和訪客受到感染，繼而引起香港的威爾斯親王醫院大爆發和聖保祿醫院的小型疫情，以及社區大爆發，亦同時把SARS病毒傳到遙遠的多倫多、溫哥華、河內、新加坡、菲律賓、英國、美國等，以及返回中國大陸本身。其他被劉劍倫傳染的人，計有他的妻子、女兒、妹夫和廣華醫院的一位護士。合共20人被劉劍倫傳染。劉劍倫其後於2月22日往廣華醫院急症室求診並在3月4日不治去世。
在京華酒店入住一晚後，劉劍倫的病情在第二天（2月22日）早上重新惡化，先前服下的抗生素漸見無效，於是他趕緊到廣華醫院急症室求診，並隨即送進深切治療病房（加護病房）。到這一刻為止，香港政府對神秘疫症所知仍不多，只叫各間醫院留意來自社區的嚴重肺炎個案，邊境還未有任何相應措施。
2月24日，一名26歲香港居民到京華酒店後出現發燒症狀，在2月28日到威爾斯親王醫院急症室求診，被診斷為呼吸道感染後出院返家。3月4日返回急症室，並被安排入住8A病房。此病人實為SARS帶病毒者，引致病房中多人被感染。其後院方重開了8A病房，不單令疫症在醫院中廣泛蔓延，而該名26歲的男病人出院後更把病毒傳入社區，尤其帶到了淘大花園，引致社區爆發。
2月下旬，一名常驻上海的美国商人在途经香港到达越南河内后确认染病。之后河内当地医院的多名医疗人员也受感染。该病人之后又回到香港接受治疗，但是依然于3月14日去世。常驻河内的世界卫生组织医生卡尔娄·武尔班尼首先向世衛組織通报了当地医疗人员的病情，并将该病命名为SARS。这名医生之后也於3月29日因该疾病去世。
3月5日，出席全国人民代表大会会议的人大广东代表提出议案，指出传染病预警治疗方面在不影响国家安全的前提下考虑寻求国际援助。
3月6日，北京接报第一例输入性非典病例。
3月10日，香港最大的两家电视机构——無綫電視和亞洲電視同时報道一則消息，當地醫院威爾斯親王醫院透露，在过去的几天内，有10多名医护人员出现发烧及上呼吸道感染症状，并发现该病具有传染性。
3月12日，世界卫生组织发出了全球警告，然后美国疾病控制与预防中心发出了另一个健康警告。世界卫生组织建议隔离治疗疑似病例，并且成立了一个医护人员的网络来协助研究SARS疫情。该网络包括了一个安全网站来进行X光片研究以及国际电话会议。
3月13日，國立臺灣大學醫學院附設醫院通報了第一名SARS病例（勤姓台商）。但由於處置得宜，除了勤姓台商家屬和同事以外並沒有發生其他感染。
至3月13日，香港患SARS的医务人员增至115人。3月20日，SARS走进社区，有5名年龄在2到15岁的儿童被证实染病。此后，SARS迅速闯入办公楼、学校等公共场所，最高峰日增病例60例以上。
3月14日，香港行政長官董建华前往香港威尔士亲王医院匯見医护人员，了解实际情况。
3月15日后，世界很多地方都出现了“严重呼吸系统困难症（SARS）”的报道，从东南亚传播到澳大利亚、欧洲和北美。印尼、菲律宾、新加坡、泰国、越南、美国、加拿大等国家都陆续出现了多起案例。
3月15日，世界卫生组织把这一原因不明的病症定名“严重急性呼吸系统综合症”，缩写为SARS。
3月15日，北京大学医学院第一附属医院急诊科收治了一疑似患者。该名李姓患者年过70岁，当天乘CA112号班机从香港探亲回家。由于最初并不清楚SARS病情，医院没有采取相应严格措施，结果造成该院大量医护人员感染。 3月17日，李某被转至北京中医药大学附属东直门医院，结果在该院又造成大面积污染。一周之内，东直门医院包括急诊科主任刘清泉在内的11位参与过救治的医护人员，全部感染SARS，其中急诊科医生段力军和一名护士不幸殉职。李某因年事已高，病情过于严重，也在3月20日不治身亡。
3月18日，中国外交部发言人称，世界卫生组织向中国卫生部通报了近来有关国家发生的非典型性肺炎的有关情况，并高度评价了中国政府在处理广东非典型性肺炎时所采取的有效措施。3月19日卫生部长张文康会见了世界卫生组织驻华代表，介绍了广东省部分地区非典型肺炎的有关情况。
3月20日，世界卫生组织宣布越南和香港的多家医院只有半数员工正常工作。组织也警告医疗人员在没有保护措施的情况下直接接触病患将有可能染上该疾病。
3月25日，广东省中医院二沙岛分院急诊科护士长葉欣因感染SARS逝世，成为第一名殉职的医务人员，并引起极大震动。
3月27日，港府宣布，禁止探视SARS病人，曾与SARS患者有密切接触的人士须于10天内每天向指定的卫生署诊所报到，并开始在所有入境管制站实施检疫申报措施。同日，宣布中小学及幼儿园停课。
3月31日，港府隔离了淘大花园的一幢公寓（E座）。该公寓已经有超过100人受到感染。该公寓的居民之后被转移到一个渡假營，当局对公寓进行全面消毒。当局相信，疾病的传播主要与房屋结构的设计有关，有8A病房的病人造訪E座時，在單位內使用廁所後，據稱有可能通过排泄物或废水传播。世界衞生組織和香港衞生署其後分別進行調查。兩個調查結果均顯示，由於個別單位浴室的連接地面排水口的聚水器乾涸，排水口與排污渠變得毫無阻隔，當強力的抽氣扇啟動時，帶病毒的液滴可能從地台排水口倒流入浴室，這些液滴有可能被抽至天井，並經由打開的𥦬戶隨著氣流飄進其他單位。
3月31日中国推出了《非典型肺炎防治技术方案》，并于当天在互联网上公佈。称非典型肺炎的病原目前尚不明确但在总结前阶段防治工作的基础上制定的了一个防治技术方案。
3月31日，中国工程院院士洪涛教授称非典型肺炎的致病源已经成功分离，很可能是一种新变异的衣原体。其实在3月25日，美国疾病控制中心和香港大学微生物系已经宣布，非典病原体是来自猪的“冠状病毒”，但没有引起北京研究者的重视。直到4月16日，世界卫生组织在日内瓦宣布确认冠状病毒的一个变种是引起非典型肺炎的病原体。
4月1日，美国政府召回了所有驻香港和广东的非必要外交人员及其家眷。美国政府同时也警告美国公民，除非必要不要到广东或香港访问。瑞士政府也禁止香港厂商参加即将举行的瑞士钟表展，担心病情会扩散到瑞士。4月1日傍晚，700多名淘大居民被撤出，坐着政府提供的小巴，前往位于西贡和鲤鱼门的两处渡假村暂住。
4月2日，中国政府承诺会与世界卫生组织全面合作。中国向世卫组织申报了所有案例。中国广东省3月份有361起新病例，9人死亡。同时，北京、山西、湖南也有人感染。但中国卫生部表示，广东的病情已经基本得到控制。世界卫生组织也进入广东地区了解疫情，并建议游客不要到香港和广东旅行或辦公。4月3日，世界卫生组织的专家到达广东，视察病情并与当地专家讨论疫情发展情况。4月5日下午，中国卫生部副部长马晓伟在广州会见了世界卫生组织的五名专家。
到4月上旬，大陸的官方媒体对SARS病例的报导已经开始逐渐增多。4月3日，中国卫生部在北京召开新闻發佈会，宣布世界卫生组织专家已经到了广东，而在考察北京情况后将北京排除出疫区。卫生部部长张文康表示，疫情已经得到有效控制，到中国来工作、旅游、开会等等是安全的，他说北京当时SARS病例只有12例，死亡3例，还笑着说，戴不戴口罩都是安全的。张文康还指出SARS已经得到控制是指在中国大陆得到有效控制，没有说有效消灭彻底消灭，也没有说在世界各地有效控制和完全消灭。在解释卫生部为什么不通报疫情时说，非典型肺炎并不是法定传染病，原不属于必须报告范围；疫情只发生在局部地区，《传染病防治法》规定由发生疫情的地方政府公布，也就是广东省政府。国务院新闻办副主任王国庆指出，2月初到4月，广东的各种媒体有关非典型肺炎的报道、有关文章有500多篇，表示如果记者感兴趣可以请广东省新闻办公室提供文章的目录。中国人民解放军总医院退休外科医生蒋彦永少将得悉言論後在翌日把掌握到的真實情況——到4月3日为止，单是被总后勤部指定为收治非典型肺炎的309医院，已经接收了60个感染非典型肺炎的病人住院，其中至少有6人死亡——告訴給兩家媒體（央視中文國際頻道與香港凤凰卫视）。爲統一宣傳口徑，他的反映被消声处理。
2003年4月7日，蒋彦永透过关系向美國媒体《華爾街日報》與《时代》周刊发布书面申明说，“到4月3日为止，单是被总后勤部指定为收治非典型肺炎的309医院，已经接收了60个感染非典型肺炎的病人住院，其中至少有6人死亡。但是根据中国卫生部长张文康在4月3号公布的数字，北京只有12个有关的病例，其中三人死亡。”他在声明中还说，他和许多一起工作的医生和护士听到张文康公布的数字时都感到非常愤怒。2003年4月26日，国家主席胡锦涛发布第三号《主席令》，根据第十届全国人大常委会第二次会议，免去张文康的卫生部部长职务；任命吴仪兼任卫生部部长。

### 大规模公开防疫
在北京市疫情披露後，中國面临国际社会的压力。為此，中華人民共和國政府接受世界卫生组织的协助调查，进一步调查当地疫情发展状况，世界卫生组织在2003年4月2日进入中国广东省進行协助調查處理。完成6天的考察后，代表團再到北京進行視察。4月11日，世界卫生组织专家组抵达澳门，了解并指导澳门的预防“非典”工作。同日，世界卫生组织“非典”专家小组专家詹姆斯·马圭尔率领的一个世界卫生组织小组，从11日起对北京市的非典型肺炎流行情况以及防治工作进行为期4天的考察。
4月5日国际劳工组织官员Pekka Aro因SARS在北京去世。
4月6日上午，中共广州市委书记等广州党政领导人為了顯示疫情受控，帶領两万名群众參與广州市春季健身万人长跑活动。
同日，世卫组织将北京列入疫区。
4月12日，正在广东考察工作的中共中央总书记胡锦涛，在深圳会见香港行政长官董建华时表示，中央政府高度重视、关心并全力支持和帮助香港夺取同疫病斗争的胜利。假如香港有困难，大陆方面一定会全力给予支持，例如在医疗物资及防护器材的供应上。董建华向胡锦涛报告香港情况时承认未有效控制严重急性呼吸道症候群 （SARS）疫情，不过当局会极力降低市民染病的数字。同日，北京邀请世卫组织的5人专家组参观北京的医疗机构和了解北京的SARS疫情。
4月13日中国决定将其列入《中华人民共和国传染病防治法》法定传染病进行管理。
4月14日，美国科学家宣布绘制出怀疑与非典型肺炎相关的新型冠状病毒的基因组序列图。中国军事医学科学院微生物流行病研究所与中国科学院北京基因组研究所通力合作，于15日晚11时成功地完成对冠状病毒的全基因组序列测定。
4月15日，世界卫生组织将加拿大多伦多、越南河内、新加坡、臺灣及疫情始爆發地區的中国广东省、山西省及香港列为疫区。
4月16日，世界卫生组织正式宣布SARS的致病原为一种新的冠状病毒，并命名为SARS病毒。
4月上旬，中國中央财经大学金融系退休教授曹某在北大附属人民医院看病，随后感染。在北大附属人民医院看完病后，曹教授又到北大附属第三医院求治，同样由于缺乏对非典病症的了解，被误诊为普通高烧者，又造成该院部分医务人员感染。10个小时之后因抢救无效而死亡。曹教授症状很像非典。经过北医三院向北京市有关部门请示，患者最终未被确诊为非典。死亡诊断书上写着：呼吸衰竭、肺炎。随后已故教授的妻子住院之后，其儿子、儿媳、孙子、女儿、女婿、外孙6人先后发烧入院；在曹教授儿子工作的中财后勤集团，6位员工相继病倒；而曹家所住的中财西塔楼，住户中十几人纷纷得病。到4月28日为止，仅包括曹教授在内的中财教工有19例确诊和疑似病人，其中两人死亡。此外，还有包括曹教授妻子在内的一批相关家属染恙，一位小区电梯工也未能幸免。
4月17日晚11点半，中國北京交通大学计算机学院一位住在交大嘉园B座15层的男性学生孙某，因为发高烧被送到学校医院进行检查。孙某是2002级的学生，4月1日在军训时出現感冒症狀，之后多次到医院治疗。由于符合非典四大病征，孙某连夜被送往北京市人民医院，经确诊后迅速被转往专门收治非典患者的北京市温泉胸科医院进行治疗。此时已是4月18日凌晨2点多。
4月18日，与孙某同宿舍和隔壁宿舍的学生开始出现集体发热现象。到4月19日，病情开始蔓延，该楼12层一个宿舍出现发烧症状。这些电子学院的学生与孙某并没有密切接触。北方交大新闻中心主任王想平介绍说：我们后来分析，可能是电梯交叉感染。因为大家共用一部电梯。经北方交大非典预防办公室统计，从4月16日至19日，学校共出现发热症状31人，其中送去医院治疗13人，校医院治疗观察18人，重点监测观察85人。4月20日，北方交大内大量出现低烧患者，疑似病例急增。计算中心一位青年教师被确诊送入西苑医院。
4月18日，中國教育部决定将全国硕士研究生复试时间暂推迟到5月底进行，具体时间另行通知。4月19日，教育部动员外地生“五一”期间不离校回家。教育部要求北京等地高校学生就地学习和生活，发病人数较多地区的高等学校调整教学和学习方式，避免疫情扩散。
4月17日，中共中央总书记胡锦涛主持召开中央政治局常务委员会会议之后，高层已经充分认识到非典型肺炎的严重程度和潜在威胁，开始全力以赴应对，采取包括人事任免在内的各种必要的紧急措施。4月19日时任国务院总理温家宝正式警告地方官员，瞒报少报疫情的官员将面临严厉处分。翌日，該政府再度召开记者会，宣布北京的疫情从原先有所隱瞞报告的37例，突然暴增至339例。记者会后几个小时，中共中央和国务院宣布撤消北京市市长孟学农和卫生部部长张文康的党内职务，并提名王岐山担任北京市代理市长，高强任卫生部党组书记，国务院副总理吴仪兼任卫生部部长。
4月20日，中国卫生部常务副部长高强、卫生部副部长朱庆生宣布实行“疫情一日一报制”。北京市公布的非典确诊病例数从前一天的37例增至339例。北京新增病例超过100例，疑似病例增至600人以上。同时宣布，原定于5月1日开始的五一“黄金周”暂停施行一次，确保疫情不会进一步扩散。北京多所高校已经宣布停课。
4月21日，在抗击非典第一线被传染的中國中山大学附属第三医院传染病科党支部书记邓练贤殉职。北京确定首批6家非典定点医院。
4月22日，北京市急救中心开通10条非典咨询热线。同日，北京市打算启用小汤山医院作为防治非典的专门医院。23日，建院85年的北京大学人民医院历史上第一次关门停诊，整体隔离。4月30日小汤山医院启用，北京市SARS病人都进入此医院治疗。
4月22日，中国国家旅游局副局长孙钢在新闻發佈会上说，鉴于目前非典型肺炎在一些地区还没有得到有效控制，各地旅游部门近期不得组织到中西部地区和农村旅游，防止疫情通过旅游向农村和边远地区扩散。同日，国家体育总局召开紧急会议，决定当年5月的国内体育比赛暂停。
4月23日，中国财政部公佈中央财政20亿非典防治基金的用途。4月23日，北京市宣布全市的中小学从24日起停课两周，确保疫情不会在校园扩散。中共中央总书记胡锦涛动用军方力量在北京紧急建设中国人民解放军小汤山非典医院。同日，世卫组织公佈最新统计：截至23日全世界非典型肺炎患者累计为4,288人(包括已康复者和部分疑似病人)，比上次通报的数字增加343人。全球2,032名“非典”或疑似“非典”患者已治愈出院，251名患者死亡，累计死亡率为5.85%。全球发现“非典”患者的国家和地区仍是27个，美国、澳大利亚、新加坡和加拿大等都出現新增患者。
4月24日，中国铁道部通知旅客开车前要求退票，可全额退款。4月26日，铁道部要求运输防治非典药物用品必须24小时内到达目的地。5月4日，铁道部要求铁路工程建设系统各单位对现场施工人员建立每日健康登记制度，严格控制人员流动。4月29日，民航总局要求对学生于5月7日前购买的飞机票给予全额退票。
4月24日，中華民國台北和平醫院爆發封院事件，是台灣第一件因SARS感染而封院的事件。
4月26日，中国国务院总理温家宝在北京市建筑工地超市社区看望群众，中午看望北京大学学生，与北大学生共进午餐。
4月26日，中國民政部与卫生部联合发出紧急通知，要求死于传染性非典型肺炎患者的遗体要及时就地火化，不得举行遗体告别仪式和利用遗体进行其他形式的丧葬活动。
4月27日，香港死于非典人数全球居首。较前一日再夺12命，成为全球最多人死于SARS的地方，累积死亡人数高达一百三十三人。卫生署署长陈冯富珍表示，虽然感染人数平隐下降，但香港仍然不能掉以轻心而疏于防范。
4月28日，台灣出現第一名因SARS感染而死亡的病例（曾姓病患，赴台探親的淘大花園住戶之弟）。
4月29日，美国红十字会高级顾问表示：非典不是美国生物武器。针对非典有可能是美国的生物武器这类猜测，美国红十字会国际部的高级技术顾问格拉保尔斯基大夫表示，科学家会调查和研究非典病毒。
4月30日中国卫生部发出紧急通知，要求非典型肺炎防治场所严禁使用中央空调。
5月1日美国《科学》杂志刊登两份SARS病毒基因组序列研究论文，这是首批经过同行评议的SARS病毒基因组序列研究结果。
5月3日，“钟南山谈非典防治”科教片将向全国公开发行。该片由中共广东省委宣传部、省卫生厅、省教育厅联合摄制，是目前全球惟一的、最具权威性的有关普及非典防治知识的科教片。全片长度为30分钟（中英文版）。
5月4日，台灣非典疑似病例暴增，一天之内创下新高。行政院卫生署统计，SARS可能病例累计为116例，新增14例中，有12例都与和平医院有关，同时令人担心的是，疑似病例大幅增加82例，几乎是上次统计数的一倍。而整体通报人数已经达到732例，因此卫生署再次呼吁要落实居家隔离，否则疫情很难控制。死亡人数仍维持为8人。当日世界卫生组织在瑞士日内瓦公佈全球最新非典疫情报告：截至国际标准时间5日18时整，全球共有非典确诊病人和部分疑似病人6,583例，其中死亡461人，痊愈2764人。这3个数字分别比3日统计的数据增加364例、26人和62人。有疫情的国家和地区总数30个，美国和欧洲国家至今还没有死亡病例。当日，在台有120宗SARS病例10人死亡。
在香港有超过1,200人被隔离，新加坡则有超过900人，而台灣則隔離約15萬人（至7月30日止，A級隔離加B級隔離）。加拿大也發佈多份隔离令。新加坡和香港的学校分别停课两到三周。
5月6日，中华人民共和国公安部出台“五不准”，确保非典时期运输畅通。不准以防治“非典”为由阻断公路交通；不准在公路的省界交界处实行交通管制；不准在道路上设置路障，阻拦车辆正常通行；不准劝返正常行驶的车辆；不准因卫生检疫造成严重交通堵塞。5月6日，《工伤保险条例》颁布。据此，医务人员在救治患者的过程中感染非典应按工伤对待。北京宣武医院开始收治非典病人。5月6日，雖然香港的個案數字已下降，疫情受控，全街都買到口罩，保護衣物又已足夠，中央仍然把支援香港的首批8万件防护服运抵香港。由国务院统一调拨的一批援助香港抗击非典型肺炎物资──逾八万件﹑共重十四点五吨的防护服，6日下午自浙江杭州起飞，经过两小时运抵深圳机场，将于7日下午经过皇岗口岸运抵香港。北京举行SARS第四次新闻發佈会，向中外媒体通报北京防治非典型肺炎有关情况，并回答记者提问。北京市副市长刘志华首次详尽披露小汤山医院情况。 “小汤山医院二部于5月1日收治第一批“非典”病人134人。5月3日收治第二批病人97人，5月4日收治第三批93名病人。目前医院运转正常。”
5月7日，中华人民共和国政府决定推迟10项全国专业技术人员资格考试，要求各地近期不要举办大型人才招聘会。明确规定不得歧视因“非典”被隔离治疗、留验和医学观察的人员，其工资、福利待遇由所属单位按出勤照发。
5月8日，北京中日友好医院作为非典定点医院投入使用。

### 危機解除
5月9日，温家宝总理签署第376号中华人民共和国国务院令，公佈施行《突发公共卫生事件应急条例》。同日，北京市政府宣布，北京非典病例呈大幅下降趋势。
5月17日，北京大学人民医院解除隔离。5月19日，北京非典新增病例数降至个位。5月21日，北京最后一名非典病例张某从北京地坛医院出院。截至5月23日，北京市747名密切接触者全部解除隔离，北京地区非典患者的救治工作已经结束，非典传播链完全切断。5月26日，汇丰银行二十六日在北京向中国红十字会捐赠20万套“非典”防护服，支援七个省市八十多家医院抗击“非典”。
5月29日，北京非典新增病例首现零记录。6月1日，卫生部宣布北京市防治非典型肺炎指挥部撤销。6月14日，世卫组织解除对河北、内蒙古、山西、天津的旅游警告。6月15日，中国内地实现确诊病例、疑似病例、既往疑似转确诊病例数均为零的“三零”纪录。6月20日，中国最大的非典定点收治医院小汤山医院最后18名患者出院。

### 疫情扑灭

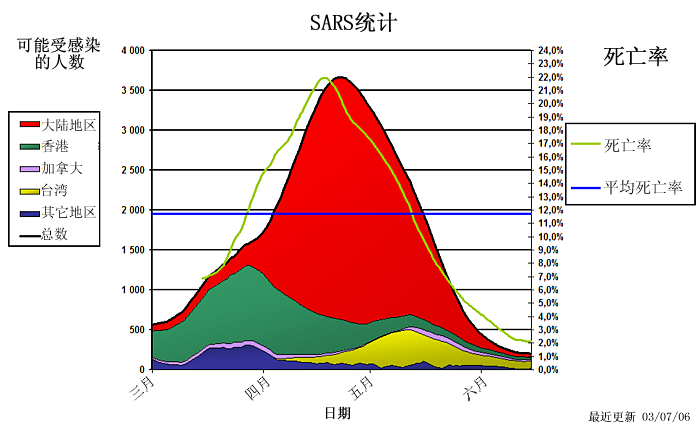

- 2003年5月31日，世卫组织將新加坡從疫區除名。
- 2003年6月23日，世卫组织將香港從疫區除名。
- 2003年6月24日，世卫组织將中国大陆從疫區除名[53]。
- 2003年7月2日，世卫组织將加拿大從疫區除名。
- 2003年7月5日，世卫组织將台湾從疫區除名。
- 2003年12月，《南方都市报》曾报道SARS再现广州，但未得到官方证实。
- 2003年12月5日，中華民國國防部預防醫學研究所的詹姓中校因操作問題在實驗室內感染SARS，未發生傳染且治療後康復。[54]
- 2004年4月，北京、安徽省再次发现SARS疑似病例，并发生數件传染案件。4月25日，卫生部新闻发言人证实，此次疫情可能源自实验室（北京市宣武区迎新街100号中国疾控中心病毒所）感染。[54][55]

## 影響

### 患者康復進度
一些SARS患者虽然脱离了生命危险，但留下了严重的后遗症，如骨头坏死导致残疾、肺部纤维化以及精神方面的疾病，例如抑鬱症。一些专家认为抢救中使用的激素类药物是导致骨头坏死的主要原因。2004年3月，北京市卫生局成立专家组，对SARS后遗症患者开始进行系统治疗。即使政府给予一定的生活补助，他们大多仍然生活艰难，有六成家庭发生变故。

### 醫護人員殉職
SARS的爆發導致多名醫護人員死亡。中國大陆有13人因此殉職。此外，香港以及台灣、意大利和新加坡分別有6人、11名、1名及2名醫護人員殉職。

### 對中国内地的影響
SARS高峰时期，中共各级党政机关深入到农村基层社区。这时以村为单位的传统社会力量发挥作用：所有外村人员不得进村，本村在外打工返乡人员也被挡在村外，直到观察期满才能回村。SARS期间，中共中央总书记、国家主席胡锦涛到四川农村视察防疫执行情况，因为中央政府最担心在广东一带打工的四川等内地省份农民工返乡传播疫情。因为防范措施得力，四川的疫情没有广东和北方的北京、山西、内蒙古严重。
大陸多間大学的正常教学进度被打乱，北京市的中小学全面停课，不过当年起首次改到6月举行的全国高考并没有延后举行。全国很多省市的中小学都全面停课，很多地区改变以往的考试执行顺序以适应特殊时期，如北京采用等分数揭晓后再填报志愿的顺序，而导致出现严重的“扎堆”现象，从而导致复读人数的大幅上升。
此外，多场体育比赛和热身赛亦被取消、更换主办地或者推迟。2003年中国足球甲A联赛于2003年4月9日完成第六轮比赛，原定有一个月的间歇期，但因疫情爆发只得延长，停摆方案一度难以确定，最初计划6月恢复比赛，且为确保年内完成比赛，中国足协甚至提出剩余联赛不出售门票的方案，但同年6月的比赛因疫情原因继续停摆。原定于5月7日开赛的第七轮最终推迟至7月2日，当年联赛由此出现长达84天的间歇期，后续赛程更为密集，甚至出现11月雪战的情况。
SARS疫情结束，中央宣布大幅度增加卫生防疫经费投入，在全国建设各级疾病預防控制中心，特别是增加对农村地区的经费投入。中共中央政治局常委、国务院总理温家宝则视察了疫情最严重的广东，并高度重视当地防疫专家钟南山院士的建议。此外，中央政府还公开扶植中医药行业，在公开场合宣扬中医药在治疗SARS的过程中发挥的作用，要求各级医疗体系必须配备中医。
2003年5月26日，广东省人大常委会通过立法要求不吃野生动物。此外，广东省有关部门还要求所有流动性的马戏团、农场以及供应野味的餐馆和酒店立刻停止使用野生动物。

### 對香港的影響
疫情初時，中國中央政府禁止媒體報道，香港的電視台在新聞片段中提及事件的片段也被禁止在中國內地播出。中國政府也要求媒體不要「過度渲染」該地區的疫情，以免引起民眾恐慌。對此有聲音批評中國政府隱瞞疫情，令香港政府低估該疫症傳入香港的風險，導致SARS由中國大陸傳到香港。2003年2月11日，广东省政府召开新闻发布会公布疫情，事后卫生部声明不认同隐瞒疫情的说法，2月11日广东省公布疫情的时候，除中國大陆任何地方都没有爆发疫情。而在2003年2月12日，中國疾病預防控制中心負責人在接受記者採訪時預測，全國近期內不會發生大範圍呼吸道傳染病的流行，但局部地區可能會出現小範圍呼吸道傳染病的流行。2003年，时任香港卫生署署长陈冯富珍表示港府已去信广东省卫生厅了解情况，正等候调查结果，香港市民毋须因这次事件而恐慌。卫生福利及食物局局长杨永强於10日表示，已与内地接触了解详细资料。大量香港人對政府態度極度不滿，成為引起2003年七一大遊行的重要原因之一。中央政府與香港於6月29日，與香港簽署《內地與香港關於建立更緊密經貿關係的安排》（CEPA）以圖為遊行情緒降溫。[來源請求]儘管如此，七一大遊行當天仍有逾50萬港人走到街頭反對董建華特區政府。
香港旅遊業遭受巨大打擊，市面一片蕭條。香港特區政府求助中央政府，開放內地居民赴香港「自由行」（港澳個人遊）政策。香港「個人游」政策推行多年後，推動了香港經濟，給香港提供經濟發展機會和就業機會。雖然如此，個人遊政策也在香港產生很多社會民生問題，大量內地旅客前赴香港造成水貨客、地舖租金騰貴、甚至名店歧視港客等社會問題，以及因來港的大陸人隨處便溺、吐痰、在列車上吃東西等而造成的衛生問題，長遠造成中港矛盾，內地與香港互不信任等等的深層次問題。

### 對歐美的影響
除了2月12日因为认为疫情不严重舉辦的中国足球队和世界冠军巴西足球队的友谊赛，許多原定於在中國大陸舉行的體育賽事都被迫轉移到其他國家進行，如原定于在中国举办的国际足联女子足球世界杯移至美国举行；3月30日，国际冰球联合会宣布取消原定于北京举行的2003世界女子冰球锦标赛；国际排球联合会决定将世界女排大奖赛全程改在意大利举行。
4月1日，一家欧洲的航空公司进行大规模裁员。此次SARS疫情对航空和旅游业造成重大影响，广东和香港的宾馆入住率明显下降。北美地区的唐人街商业业绩也有下滑。
瑞士宣布禁止香港厂商参加4月在苏黎世举办的国际钟表展。香港钟表工会表示强烈抗议，并称该决定将使香港钟表产业受到重创。
一些原定在加拿大多伦多举行的国际会议被取消。至少有一场电影首映礼移地举行。加拿大媒体报导，多伦多的旅店入住率只是同期的一半。

### 對新加坡的影響
新加坡政府在3月27日宣布全国所有中小学校停课10天。由于担心疫情进一步扩散，政府在4月5日宣布分三阶段延长学校停课时间。所有初级学院将到4月9日復课，中学到4月14日復课，而小学和学前班则将到4月16日復课。

## 疫情讨论

### 疫情嚴重性评估检讨
曾經有少數學者认为SARS严重性被媒体炒作高估。他們認為，当前人类面临的最严重的生命杀手不是SARS。
全球SARS感染者为8437人，从这个数据上看并不比普通感冒病毒的传播更快，而813人的全球死亡人数更是远远低于普通的病毒性感冒，事实上，每年美国因普通病毒性感冒而死亡的人数为30000人左右。2009年H1N1流感，截至2010年3月中旬，这场疫情导致5千9百万美国人染病，26万5千人住院，1万2千人死亡，均高于SARS数据。
SARS病毒患者数量到2003年8月16日中国是5327人，据新华社北京7月16日电，卫生部16日公佈了2003年上半年，27种法定管理传染病共发生1000305例，死亡2228人。SARS并未进入发病前10位的传染病。发病数居前10位的依次为：病毒性肝炎、肺结核、细菌性和阿米巴性痢疾、淋病、麻疹、梅毒、伤寒和副伤寒、流行性出血热、疟疾、猩红热；死亡数居前10位的依次为：狂犬病、病毒性肝炎、肺结核、传染性非典型肺炎、新生儿破伤风、流行性脑脊髓膜炎、细菌性和阿米巴性痢疾、艾滋病、流行性出血热、麻疹。 
SARS对中国经济的影响也被高估了，2003年中国经济仍然获得了8%的高速增长。
而有觀點認為當年SARS是新的病毒，在對病毒傳播途徑沒有了解，沒藥可醫，而在各年齡層都有病發的情況下，根本不可以和死亡率低、有藥可醫、有跡可循而且病發集中在老年人、長期痛患者的季節性流感相比，各方應對手法不同並不出奇。
另有前醫護人員指出，比較2003年SARS和季節性流感疫情，指出流感疫情比SARS同等甚至更嚴重云云。這些比較在流行病學上都極有問題，變成沒有意義而且極為誇大的比較。要比較疾病的嚴重性，第一個可直接比較的數字是病案致死率（Case Fatality Rate，CFR），就是特定期間（如一年內）死亡的數字除以確診病人數量。分母基數相當重要，如不考慮基數的差異只比較死亡數字是完全沒有意義。任何病症長者的死亡率都比較高，流感專攻長者，SARS卻攻擊壯年同樣強悍，將兩種針對不同年齡組別的病症死亡數字組合作比較，會墮入辛普森悖論（Simpson's Paradox）的圈套。流行病學上最簡單的解決方法，是將MR（Mortality Rate，MR）分組比較。

### 香港防控措施检讨
SARS事件使香港市面陷入蕭條，在香港共造成299人死亡，包括6名公立醫院醫護人員，是香港2000年代最嚴重的瘟疫。2003年3月下旬，SARS在淘大花園爆發。截至4月15日，淘大花園共有321宗SARS個案。感染個案明顯集中在E座，佔累積總數的41%，記錄得第二多感染個案的是C座（15%），第三位是B座（13%），而第四位是D座（13%），餘下的個案（18%）則散布在其他11座。感染SARS的淘大E座居民有107人，當中大部分住在E座的7號和8號垂直排列的單位。2003年中旬，衛生署聯同其他8個政府部門展開調查，世界衞生組織也分別進行調查。兩個調查結果均顯示，由於個別單位浴室的連接地面排水口的聚水器乾涸，排水口與排污渠變得毫無阻隔，當強力的抽氣扇啟動時，帶病毒的液滴可能從地台排水口倒流入浴室，這些液滴有可能被抽至天井，並經由打開的𥦬戶隨著氣流飄進其他單位。
一方面，在3月，政府規定所有學校的學生及教職員在學校內都必須長期佩戴口罩。所有人在進入學校之前，都必須先行量度體溫。任何教職員假若有發燒或任何上呼吸道感染的症狀，都必須立即請假3天。由於這項嚴格的政策，使當時的代課老師需求大為緊張，不少沒有教學經驗的合資格申請者都在非常短時間內被通知要代課。當時，亦有小部份學校自行宣佈停課。3月27日，香港政府宣佈從3月29日開始全港所有學校停課（當時只要求停課至4月7日，但後來延長至4月下旬後分階段復課），所有教學都必須透過網上進行，或由家長到學校領取工作紙及自學材料回家。另一方面，當時香港市民普遍認為以董建華為首的特區政府處理疫情不力，沒有主動要求有關單位提供相關資料。例如在3月20日，醫管局行政總裁何兆煒通知衛生署指疫情已經在社區蔓延，但衛生福利及食物局局長楊永強仍一再強調「沒有社區蔓延跡象」，並堅持學校不必停課。其後董建華在立法會會議上被問及何以未有處罰或撤換主事官員，矛頭直指楊永強。董建華回應第一句是「咁膚淺嘅（怎麼那麼膚淺）」。市民要求徹查責任，董建華成立的「沙士」專家委員會，卻委任由楊永強領導調查，被質疑「自己調查自己」。這種種都使董建華民望每況愈下，成為促使該年7月1日爆發反政府大遊行的原因之一。疫潮完結後，立法會「調查政府與醫院管理局對嚴重急性呼吸系統綜合症爆發的處理手法專責委員會」於2004年7月5日發表調查報告，指出楊「對2003年1月及2月初在廣東爆發的非典型肺炎警覺性不足」、「顯示不出他具備公眾期望政策局局長所應有的溝通技巧」，並謂其在處理沙士疫情時於各方面的表現皆未能令人滿意。報告發表後，楊指他作為問責局長願意承擔全部責任，但並未即時請辭，直至7月7日方迫於輿論壓力辭去衛生福利及食物局局長一職，後由周一嶽接任。
為了找出大規模疫潮的原因，香港衛生署聯同其他八個政府部門展開詳細調查，該調查涵蓋流行病理、環境、公共衛生、屋宇設計及公用設施等元素。此次事件的源頭病人 （是次疫潮的首宗個案）是一名33歲男子，他在深圳居住，並經常到淘大花園探訪其弟，他曾到淘大花園E座一個由其弟擁有的單位，期間因肚瀉而使用該單位的廁所，其後，他的弟弟、弟婦和兩名在威爾斯親王醫院照料他的護士證實感染SARS。調查報告指出，患有慢性腎衰竭病的源頭病人很可能是透過污水排放系統、人與人之間的接觸和使用大型公用設施（如升降機及樓梯）首先使部分住客感染病毒，然後再感染其他的同座住客。
香港的典型住宅结构设计通常就是一个总共八层的点式结构，电梯、消防楼梯和垃圾通常设在结构核心之内，居住面积则从结构核心向外辐射出去。卫生间和厨房被挤塞在这一结构核心的周围，附以上下贯通的水管和风管。这样的设计模式之下，就形成一个类似“井”字一般的“凹”道，使得整栋大楼缺乏良好的通风条件，这也是香港会成为SARS重灾区的一个原因所在。
2004年，SARS专家委员会联合主席钱卓乐及葛菲雪，就香港立法会专责委员会的SARS报告发表声明。他们强调，整体而言，香港对疫情处理得宜。正是各方面的努力，香港最终控制了SARS疫情。

### 臺灣防控措施检讨

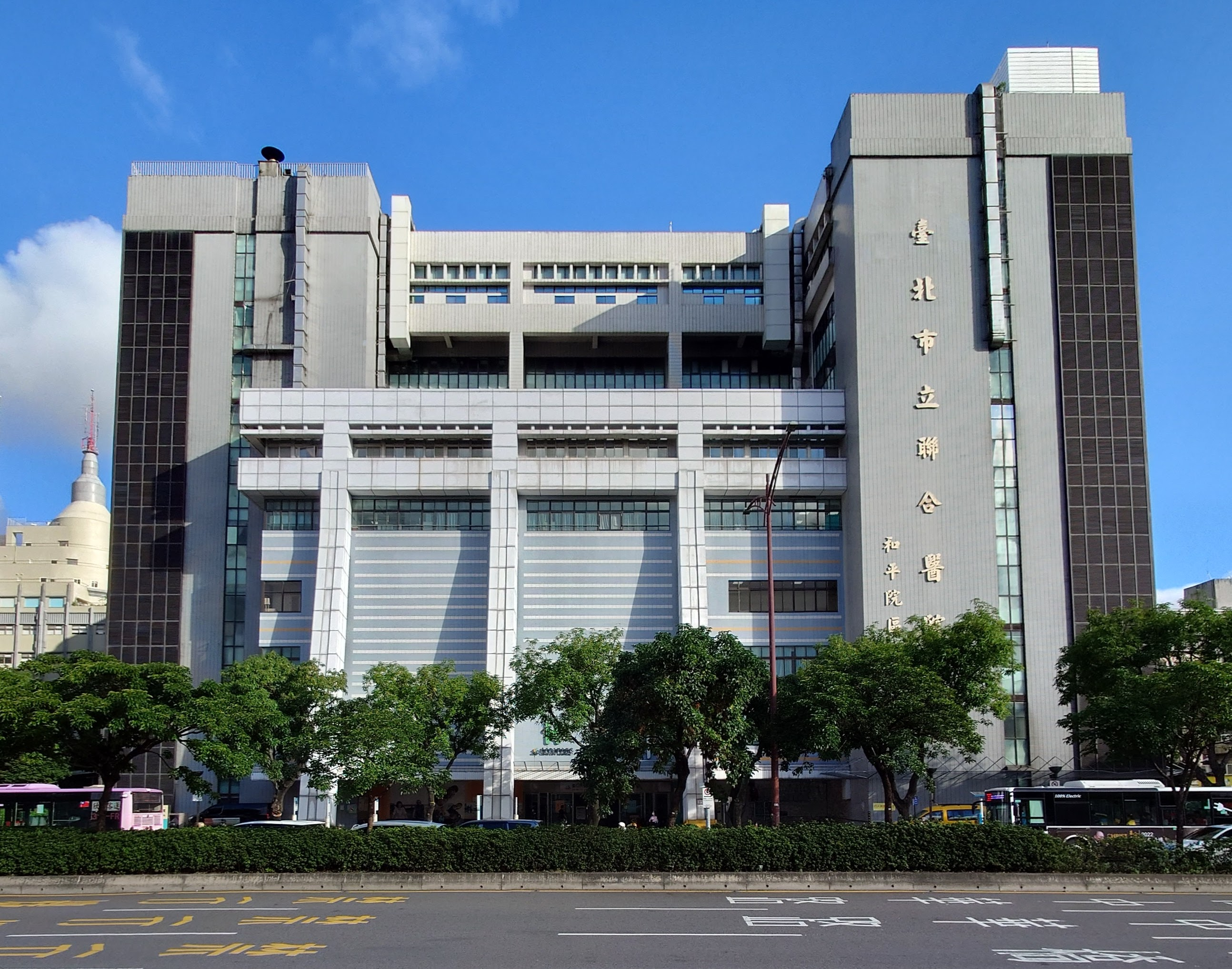
臺北市立聯合醫院和平婦幼院區和平分部

台灣台北市從2003年3月14日發現第一個SARS病例，到2003年7月5日世界衛生組織宣佈將台灣從SARS感染區除名，近4個月期間，共有664個病例（行政院衛生署疾病管制局9月重新篩選出346個實際病例），其中73人死亡，行政院衛生署在疫情流行期間宣佈將SARS列入為第四類法定傳染病，並創下1949年以來，和平醫院及周圍街道、鄰近大樓管制封鎖、其它醫療院所院外發燒篩檢的首見景況，也造成行政院衛生署署長和臺北市衛生局局長下台。
台北市立和平醫院（現臺北市立聯合醫院和平婦幼院區和平分部）因SARS院內感染而遭到封院，其原因是在於SARS病例判斷困難、防護措施未能嚴格落實執行及醫院在發現疑似病例時未隔離。
一開始，臺北市政府衛生局局長邱淑媞與行政院衛生署因是否要將SARS列為法定傳染病而有所爭論。在爭論時，台北市和平醫院由於未告知醫護人員及員工院內有疑似案例（這些案例是較難為判斷的，但衛生署要求將疑似病患當成SARS病患處理以策安全）。
台灣媒體的批判是由台灣《壹週刊》報導和平醫院4月24日封院政策混亂開始。報導指出，和平醫院封院混亂，造成院內醫護人員人心惶惶，之後邱淑媞率官員至和平醫院配有全套防護衣、氧氣筒，裝備比物資缺乏的第一線醫護人員還齊全。董氏基金會執行長葉金川於27日進入和平醫院提供協助。之後仁濟醫院也因為院內感染而封院。而在中央接手下，和平醫院及仁濟醫院採取只出不進的方法將病患及醫護人員疏散。2003年5月和平醫院院長吳康文遭免職，臺北市衛生局長邱淑媞因輿論壓力請辭。公共電視台先後拍攝《和平風暴 （页面存档备份，存于）》（2003）與《穿越和平 （页面存档备份，存于）》（2006）等紀錄片，記錄疫情最為集中的和平醫院為背景和相關人物的心聲、及事後相關懲處，與法律審判歷程；專書《恐慌，在政治瘟疫蔓延時 （页面存档备份，存于）》則指臺北市政府對抗SARS的策略是典型的錯誤示範，如鼓吹民眾戴口罩會造成口罩缺貨，讓真正需要口罩的醫護人員沒有口罩可以使用；另一個錯誤示範是過早要求把SARS訂為法定傳染病，對防疫反而有害無益，因為原先的防疫手段只要確實執行、已足以阻止SARS，訂為法定傳染病後醫療系統會為了避免犯法，通報過多疑似SARS病患，反而造成不必要的浪費及恐慌。

## 相关争议

### 北京市疫情瞒报及相关争议
张文康在记者發佈会中，称北京市“只有12例非典，死亡3例。中国的非典已得到有效控制”。然而，医生蒋彦永认为张文康公佈的数字被严重缩小。他从309医院得到了SARS的一些内部数据，得知光是309医院已有40名病人，隔天病例已新增至60個。他给中国中央电视台中文国际频道和香港凤凰卫视写电子邮件反映情况，但都没有结果。但是4月8日深夜他被美国《时代》周刊驻中国记者Susan Jakes电话找到，接受了采访。第二天《时代周刊》在网络发表了《北京遭到SARS袭击》的报道，引用了蒋彦永提供的信息。
Susan Jakes事后有限度地透露，以前她不认识蒋彦永，是一个“朋友”把蒋彦永的电子邮件转发给她和《华尔街日报》的记者。
事后，中华人民共和国卫生部常务副部长高强表示，不认同张文康因隐瞒疫情被免职，也不认同中華人民共和国政府隐瞒疫情。他指出，在廣東省人民政府第一次發佈疫情的时候，世界上任何其他地方还没有发生SARS，这个發佈本身就是对世界的警告。他又解釋，张文康在记者会缩小数字，是因为当时的信息渠道不畅，一时很难掌握到准确数字，並非有意隐瞒疫情。同時，中華人民共和国官方媒体《人民日报》亦批評華爾街日報報導不實。
4月20日，中共中央决定免去张文康卫生部党组书记职务，免去孟学农的中共北京市委副书记、常委、委员职务。十届全国人大常委会第二次会议经过表决，决定免去张文康的卫生部部长职务。

### 中国内地与香港关系相关争议
3月27日，香港中联办主任高祀仁专门向前线的医护人员发出慰问信，表达对他们的敬意。4月25日，董建华与中共广东省委副书记兼省长黄华华会面，就如何进一步加强防治非典型肺炎工作及双方防疫经验交换意见。5月8日一笔抗炎物资由中央政府从全国20亿抗炎基金中拨出，包括40万件保护袍（實際运抵95000件）、20万个眼罩和100万个口罩，陆续由上海、东莞等地运抵深圳皇岗口岸，由行政长官董建华亲自接收。上午一支每輛車身都挂有“同舟共濟、眾志成城”橫幅的大型貨櫃車隊，由深圳皇崗口岸駛向香港。 董建华对中央政府和内地同胞对香港的关怀和支持表示衷心感谢和崇高敬意，不僅解決了香港的實際需要，更會產生出精神力量。據《文汇报》，5月10日晚21时18分由中央政府援助香港的95000件“特卫强”防护服在杭州萧山国际机场装机启运前往香港援助香港政府抗击非典型肺炎。。香港政府在接收後答應，經詳細檢查後，會按需要分發至各醫院，但同時強調香港有足夠的能力對抗SARS，各醫院亦有充足的防護服，暫時無需中國內地援助。
事實上，醫院管理局高級行政經理（醫務行政）劉少懷於2003年5月10日稱，現時醫護人員的物資情況理想。至於內地捐贈大批防護衣物及本港醫護人員，他強調會經過檢測安全後，再因應各醫院的要求統籌分發，但仍未就有關物資調配安排。除了中央對香港的支持，香港各界亦有支持內地抗疫，包括香港匯豐銀行捐出20萬套防護衣贈予內地。
行政會議成員田北俊當時亦批評，面對內地抗炎物資嚴重不足，而香港購買保護衣物又已足夠，特區政府在此時，應婉拒中央致送的抗災物資，避免引起內地省市人民的不滿。2003年5月10日，田北俊對香港經濟日報講述親身感受，「上海的親戚，上周末打電話來時，指當地全街都買不到口罩和維他命C，我老婆立刻寄了兩箱，速遞上去。」他在北京的辦事處職員，也致電表示無法在當地購買口罩，他也連忙速遞一些口罩到北京。他慨歎，內地如此缺乏防疫物資，試問當內地人民見到中央將物資運來香港，會有何反應？「我們在兄弟姊妹中最有錢，無理由叫他們（內地）給我們物資。」他說︰「大家也應考慮一個問題，全國點睇香港？上海、北京都缺貨，現在他們是疫情高峰期，但香港的個案數字已下降，疫情受控，全街都買到口罩，因此不如送回北京、北西。董建華應向中央講句多謝、心領，不收（物資）也不代表中央不關注香港市民。」但大陆聲稱给与香港的支持是防护服为医务人员专用，并非是口罩为主的物品，此说法可能有混淆之嫌。
2003年6月18日，香港立法会展开辩论，卫生福利及食物局局长杨永强出席立法会会议，并代表香港政府感谢中央政府在对抗SARS的行动中给予香港的支持，最后並通过“感谢中央政府在对抗非典行动中给予香港的支持”的动议。
2014年6月10日，國務院新聞辦公室發佈《“一国两制”在香港特别行政区的实践》白皮书。白皮書當中，不論對SARS疫情的描述，還是其他方面，均存在很多争议，引起部分香港市民強烈的反彈，使過去11年的SARS爭議重新被提及。
白皮書以2003年SARS作例子，聲稱中央政府在抗疫期間，「為保障香港同胞生命安全，幫助香港經濟走出低迷」，向香港「及時伸出援助之手」，包括「無償」向香港提供大批抗疫藥品和器材，又提及黨和國家領導人親赴香港疫情重災區和醫院視察慰問，即時任國務院總理溫家寶2003年6月到訪淘大花園。白皮書又指，2003年大陸向香港推行CEPA，隨後又推行「自由行」政策，「都為香港擺脫非典衝擊、恢復經濟增長注入『強心劑』」。
董建华也曾表示，抗击“非典”疫情过程艰难，同时也感受到全国同胞的温暖。在国家领导人的直接过问下，内地向香港提供急需的口罩、防护服等物资。“非典”结束后，内地向香港开放“自由行”，香港人气迅速提升，经济逐渐恢复。
全国港澳研究会副会长、综合开发研究院深圳常务副院长郭万达在《“一国两制”缔造国家与香港双赢格局》指出：SARS使经历亚洲金融风暴后初显复苏势头的香港经济再遭重创。为了推动香港经济走出低潮，中央政府于2003年6月底推出“自由行”政策，稱此為「為香港擺脫非典衝擊」，CEPA也助推香港服务业竞争力提升。占内地访港旅客4000万人次其中67%是自由行游客；内地访港旅客购物达4945亿港元，占香港零售额的34.2%；2012年，自由行为香港创造增加值占GDP的1.3%，提供就业职位11.4万多个。但内地访港旅客的大幅增加使香港的公共设施和接待能力压力陡增，香港居民日常生活亦受到嚴重干扰，内地人與香港居民时有冲突；造成香港治安问题又如雙非嬰問題等等；甚至連公共衛生也因極少數內地人隨街棄置垃圾及隨街便溺而日益惡化，不过“自由行”的确成功推动香港经济走出低潮。
另一方面，白皮書隻字未提疫症自2002年底已開始在廣東出現，初期沒有向香港通報情況。美國《紐約時報》當日的報道中亦指出當年中華人民共和國政府是在無法再隱瞞下，才承認過分低估中國境内的非典型肺炎個案。中华人民共和国政府的延誤通知，可能使病情急速擴散，影响香港社區的SARS急速擴散。广东在2月10日已经通过各种媒体公布疫情。当时时任香港卫生署署长陈冯富珍表示港府已去信广东省卫生厅了解情况，正等候调查结果，香港市民毋须因这次事件而恐慌。卫生福利及食物局局长杨永强也表示，已与内地接触解详细资料。
白皮書引來香港社會反彈。特區政府中，時任食物及衛生局局長高永文也對傳媒稱，不能完全說光靠中央幫助香港克服疫情。他指中央雖送過一些物資或派過專家，但強調能克服SARS，最主要依靠香港高度專業的醫療隊伍，以及社會各界同舟共濟之努力。他稱感谢内地作出的支持，也尊重市民對白皮書的不同意見。

### 台北市立和平醫院封院

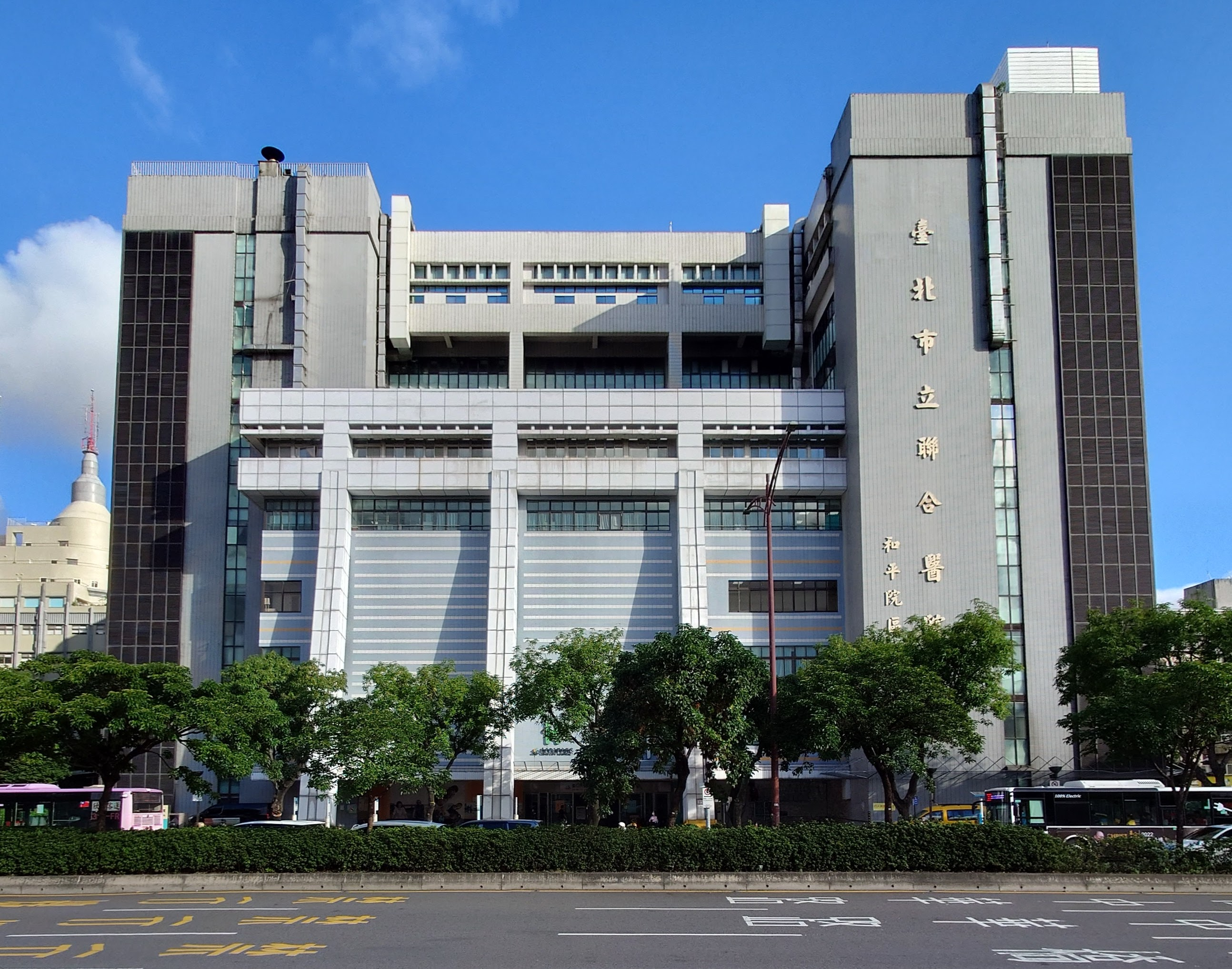
臺北市立聯合醫院和平婦幼院區和平分部

2003年，台北市立和平醫院（現臺北市立聯合醫院和平婦幼院區和平分部）爆發SARS疫情，4月24日上午7點鐘，時任臺北市長馬英九、副市長歐晉德、衛生局長邱淑媞、新聞處長吳育昇等人均會集在市長辦公室，馬英九同意即刻採取最嚴厲封院措施，9點45分市府秘書長陳裕璋與行政院秘書長劉世芳通電，隨後歐晉德即率邱局長等人赴往行政院，由行政院出面宣佈封院消息。然而，封院的決策過程，以及全面封鎖後的配套措施皆未竟周全，引發議論。
25日，和平醫院封院第一天，馬英九在市議會的發言非常強硬：「醫護人員如有抗爭，視同敵前抗命」
。5月1日，馬英九在和平醫院護理長陳靜秋殉職當日發表聲明：「七天之前，我個人也經歷了服務公職以來最困難的抉擇。為了防止疫情的擴散與蔓延，我斷然而沈痛的下令，封鎖和平醫院。這個決定，為和平醫院的病人及他們的親人，帶來了巨大的衝擊，也給臺灣社會裡的每一份子、我個人，以及巿府團隊帶來重大的影響。」。最終還是有員工57人感染、7人死亡；院內民眾97人感染、24人死亡，其中1人是自殺。

## 媒体作品与大众文化

### 书籍
- 小说《如焉@sars.come》 胡发云著
- 高志文.  1. 玉山社. 2003年. ISBN 9867819411 （中文（臺灣））. (批判臺北市政府的處理方法)
- 電影、小說《天作之盒》

### 音乐
- 香港演藝界打氣歌曲《香港心》
- 魚丁糸《是我的海》
- 台灣演藝界打氣歌曲《手牵手》

### 影视
- 《1:99電影行動》
- 紀錄片《和平風暴》 (臺灣公共電視台拍攝  公共電視『和平風暴』以SARS疫情在台灣釀成的和平風暴為核心，關懷在封院期間醫護人員所受到的身心巨創，並藉此突顯台灣整體的醫療惡質文化。)
- 紀錄片《穿越和平》 (臺灣公共電視台拍攝　記錄臺灣在SARS疫情爆發期間，以疫情最為集中的和平醫院為背景，相關人物的心聲、事後相關懲處與法律審判歷程。)
- 電視劇《亞洲英雄》
- 香港電影《非典人生》
- 香港電台《愛在瘟疫蔓延時》、《台北遊民》等系列影片。
- 香港無綫電視節目《沙士十年》
- 新加坡電視劇《無炎的愛》
- 台灣電影《B棟8樓》
- 电视剧《21天》
- 纪录电影《灾难时刻》
- 电影《惊心动魂》
- 電視劇 《國際橋牌社外傳：和平歸來》
- 台灣電影《疫起》